# Viktor Amadeus 3. af Sardinien-Piemont
Viktor Amadeus 3. af Sardinien-Piemont, (italiensk: Vittorio Amedeo III. Maria) (26. juni 1726  i Torino – 16. oktober 1796 i Moncalieri syd for Torino) var konge af Sardinien fra 1773 til 1796.

## Forældre
Viktor Amadeus var sønnesøn af af Viktor Amadeus 2. Sardinien-Piemont, der havde været konge af Sicilien i 1713 – 1718, og som var Sardiniens første konge i 1720 – 1730.
Hans forældre var Polyxena af Hessen-Rheinfels-Rotenburg og Karl Emmanuel 3. af Sardinien-Piemont. 

## Familie
Viktor Amadeus var gift med Maria Antonia af Spanien. Hun var den yngste datter af kong Filip 5. af Spanien og Elisabet Farnese.
Parret fik 12 børn og tre af sønnerne blev konger af  Sardinien. Den længst levende søn var 
- Karl Felix af Sardinien-Piemont (1765 – 1831)